# Oxyrhachis brevicaudata
Oxyrhachis brevicaudata är en insektsart som beskrevs av Capener 1962. Oxyrhachis brevicaudata ingår i släktet Oxyrhachis och familjen hornstritar. Inga underarter finns listade i Catalogue of Life.